# Liu Fangzhou
Liu Fangzhou (chino: 刘方舟; Tianjin, 12 de diciembre de 1995) es una jugadora de tenis china.
El 4 de agosto de 2014, alcanzó su mejor ranking individual el cual fue la número 263 del mundo. El 18 de julio de 2016, alcanzó el puesto número 852 del mundo en el ranking de dobles.
Liu hizo debut en la WTA en gira de 2014 abierto Shenzhen, y obtuvo un wildcard para el cuadro principal, pero perdió frente a Peng Shuai en la primera ronda. Seis meses más tarde, Liu avanzó a la final del WTA 125s inaugural Jiangxi International Women's Tennis Open, en la que de nuevo se enfrentó a Peng, perdiendo en un duro partido en tres sets.
Jugando para China, en la Fed Cup , Liu tiene un récord de ganados y perdidos de 1-3. 

## Títulos WTA 125s
| Leyenda  | Individuales | Dobles |
| -------- | ------------ | ------ |
| WTA 125s | 0            | 0      |

### Individual (0)

#### Finalista (1)
| N.º | Fecha               | Torneo   | Superficie | Oponentes  | Resultado     |
| --- | ------------------- | -------- | ---------- | ---------- | ------------- |
| 1.  | 27 de julio de 2014 | Nanchang | Dura       | Peng Shuai | 2–6, 6–3, 3–6 |